# Bob Lilly
Robert Lewis Lilly (Olney, 26 luglio 1939) è un ex giocatore di football americano statunitense che ha giocato nel ruolo di defensive tackle per tutta la carriera con i Dallas Cowboys della National Football League (NFL). È stato inserito nella Pro Football Hall of Fame nel 1980.

## Carriera professionistica

### Dallas Cowboys
Lilly fu scelto nel corso del primo giro del Draft NFL 1961 dai Dallas Cowboys, la prima scelta in assoluto della storia della franchigia. Lilly fu inserito sette volte nella prima formazione ideale della stagione All-Pro e fu convocato per 11 Pro Bowl. Fu inoltre scelto nel corso del secondo giro (14º assoluto) del Draft AFL 1961 dai Dallas Texans (ora Kansas City Chiefs) prima della fusione con la NFL.
Lilly iniziò la sua carriera come defensive end nel 1961, ma nel mezzo della stagione 1963 (la sua terza) l'allenatore dei Cowboys Tom Landry lo spostò nel ruolo di defensive tackle. Lilly divenne il giocatore principale della nota difesa di Dallas conosciuta come "Doomsday Defense" (la "difesa dell'Apocalisse"). Come tackle, Lilly fu sempre inserito nella prima formazione ideale della NFL dal 1964 al 1969, e ancora nel 1971. Il 17 gennaio 1971, i Cowboys raggiunsero il loro primo Super Bowl, contro i Baltimore Colts, perso 16-13 per un field goal subito negli ultimi nove secondi. Nel 1972 però, Bon e il resto dei Cowboys vinsero alla fine il Super Bowl contro i Miami Dolphins per 24-3. Il suo sack da 29 yard sul quarterback dei Dolphins Bob Griese (un record NFL) è una delle più memorabili giocate difensive della storia del Super Bowl e la sua giocata più famosa in 14 anni di carriera da Hall of Famer.
Tra le grandi abilità di Lilly spiccavano quelle sui blocchi nelle corse e quelle nel interrompere le giocate in campo aperto avversarie grazie alla sua agilità e al suo istinto. La velocità di Lilly lo aiuto a segnare 4 touchdown difensivi nella sua carriera. Il primo da un ritorno da intercetto di 17 yard nel 1964 e gli altri tre su fumble recuperati. In un servizio di NFL Films su Lilly, il commento sul giocatore fu: [Era la] "non fermabile, non bloccabile, forza della The Doomsday Defense". Lilly era regolarmente rappoppiato o triplicato dagli avversari per la sua abilità come defensive tackle.
Lilly fu inoltre estremamente longevo durante la sua carriera, disputando 196 gare di stagione regolare consecutivo. L'unica gara che saltò nella carriera fu la sconfitta nella finale della NFC (10-27) il 30 dicembre contro i Minnesota Vikings, a causa di un infortunio alla gamba.
Soprannominato affettuosamente "Mr. Cowboy", il suo nome fu il primo ad essere introdotto nel "Dallas Cowboys Ring of Honor", sopra il Texas Stadium e ora al Cowboys Stadium. I Cowboys festeggiarono il Bob Lilly Day il 23 settembre 1975, per onorarlo e festeggiare la sua induzione nel Ring of Honor. Da allora, Lilly ha sempre partecipato alla cerimonia per l'introduzione di altri giocatori nel Ring of Honor.
Lilly fu inserito nella Pro Football Hall of Fame nel 1980, il suo primo anno di eleggibilità, il primo giocatore ad aver passato tutta la carriera nei Cowboys ad esservi introdotto. Assieme a Bob, quell'anno furono introdotti nella Hall of Fame l'ex compagno di squadra (per due stagioni) Herb Adderley, David "Deacon" Jones e Jim Otto. The Sporting News lo inserì nella formazione del secondo della NFL definendolo "il più grande defensive tackle nella storia dell NFL". Lilly, Adderley e Jones furono tutti scelti nel 1961. Tom Landry disse di Lilly: "Come ho detto in precedenza, non ci sarà un altro Lilly finché io sarò in vita. Stiamo osservando un uomo che diventerà una leggenda". Questo commento fu fatto nello Street and Smith's Pro Football Yearbook del 1972. Affermò inoltre che "Nessuno è migliore di Lilly". La lega ha inoltre inserito Bob sia nella formazione ideale della NFL degli anni 1960 che in quella degli anni 70.
Nel 1999, Lilly fu posizionato al 10 nella classifica di The Sporting News dei migliori 100 giocatori di tutti i tempi, l'uomo della linea difensiva e il Cowboy più in alto. Tra i giocatori di difesa classificati davanti a Lilly ci furono solo Dick Butkus e Lawrence Taylor. Nella stessa classifica stilata da NFL Network nel 2009, Lilly fu inserito al 26º posto.

## Palmarès
- Super Bowl : 1 Vincitore del Super Bowl VI
- (11) Pro Bowl (1962, 1964, 1965, 1966, 1967, 1968, 1969, 1970, 1971, 1972, 1973)
- (7) First-team All-Pro (1964, 1965, 1966, 1967, 1968, 1969, 1971)
- (2) Second-team All-Pro (1970, 1972)
- Formazione ideale del 75º anniversario della NFL
- Formazione ideale del 100º anniversario della NFL
- Formazione ideale della NFL degli anni 1960
- Formazione ideale della NFL degli anni 1970
- Cowboys Ring of Honor
- Classificato al #26 tra i migliori cento giocatori di tutti i tempi da NFL.com
- Pro Football Hall of Fame